# Park Hotel Shanghai
Park Hotel ( zjednodušená čínština :国际 饭店; tradiční čínština :國際 飯店; pchin-jin : Guójì Fàndìan ; rozsvícený 'International Hotel'), historicky budova Shanghai Joint Savings Society Building, je hotel ve stylu art deco na Nanjing Road West v Šanghaji v Číně. Byla to nejvyšší budova v Asii od jejího dokončení v letech 1934 až 1963.

## Historie
Budova Shanghai Joint Savings Society Building, která se nachází na ulici 170 Nanjing Road West, byla pojmenována po Společné spořitelní společnosti, která byla založena v roce 1923 sloučením Yienyieh Commercial Bank, Kincheng Banking Corporation, China and South Sea Bank a Continental Bank. . Byl postaven jako konkurent pro hotel Cathay .  Budovu navrhl maďarsko-slovenský architekt László Hudec  v březnu 1931 a stavba byla dokončena v prosinci 1934. Budova je vysoká 83,8 metrů a obsahuje 22 nadzemních podlaží a další 2 podlaží v podzemí. Projekt hromadění, který postavila stavební společnost Voh Kee, dokončila dánská společnost založená společností Corrit.
Silně inspirovaný budovou amerického radiátoru patří mezi dobře známou budovu z Hudece v Šanghaji. To zůstalo nejvyšší budovou v Číně až do roku 1966 a v Šanghaji až do roku 1983.
23. února 1938 napsal GH Thomas : "Zůstal jsem v hotelu Park na ulici Bubbling Well Road, kde jsem měl skvělý pokoj a koupel. Jmenování, koupel a služby jsou jako v každém prvotřídním hotelu v New York . Jednolůžkový pokoj, jako je ten můj, stojí 8 $ denně bez jídla. “
Byl postaven s výhledem na dostihovou dráhu ve vlastnictví The Shanghai Race Club , jednoho z nejprestižnějších míst v Šanghaji v té době. Šanghajská závodní dráha a Šanghajské rekreační hřiště, které přiložila, byla později šanghajskou vládou proměněna v Lidový park . Původně Park Hotel ubytoval ve spodních dvou patrech Společnou spořitelní společnost a v horních patrech hotel.

## Exteriér
První tři patra jsou dokončena leštěnou černou žulou z provincie Šan-tung . Horní patra jsou obložena tmavě hnědými cihlami a keramickými obklady.  Exteriér prošel dvěma zásadními změnami: v jednom rohu je bankovní vchod a přidán rámeček, který maskuje jedinečnou siluetu horních pater.

## Interiér
V roce 1935 byla venkovní zahrada ve 13. patře přeměněna na banketový prostor ve 14. patře a je obklopena okny a zakryta zatahovací střechou. Tato střecha je nyní podsvíceným skleněným panelem zasazeným do stropu.
Většina interiéru byla čínskou vládou v padesátých letech záměrně změněna, protože se jim nelíbil stávající buržoazní styl. Budova byla znovu renovována v 80. letech, aby byla částečně zrekonstruována do původního stylu. V roce 1997 americký designér George Grigorian předělal některé interiéry ve stylu art deco. Americký architekt Christopher Choa obnovil lobby Art Deco v roce 2001.